# Termostatický ventil

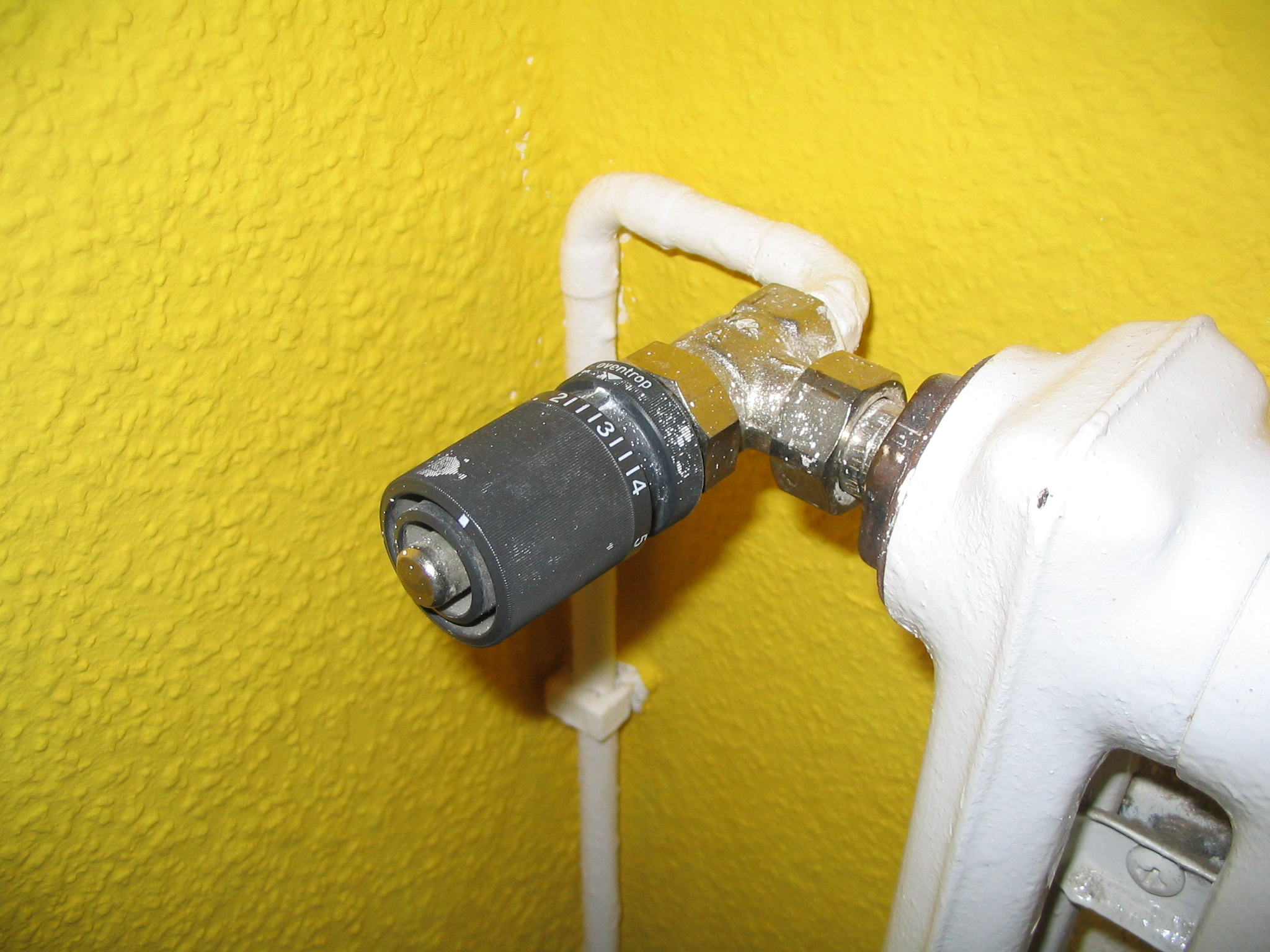
Termostatický ventil z roku 1975

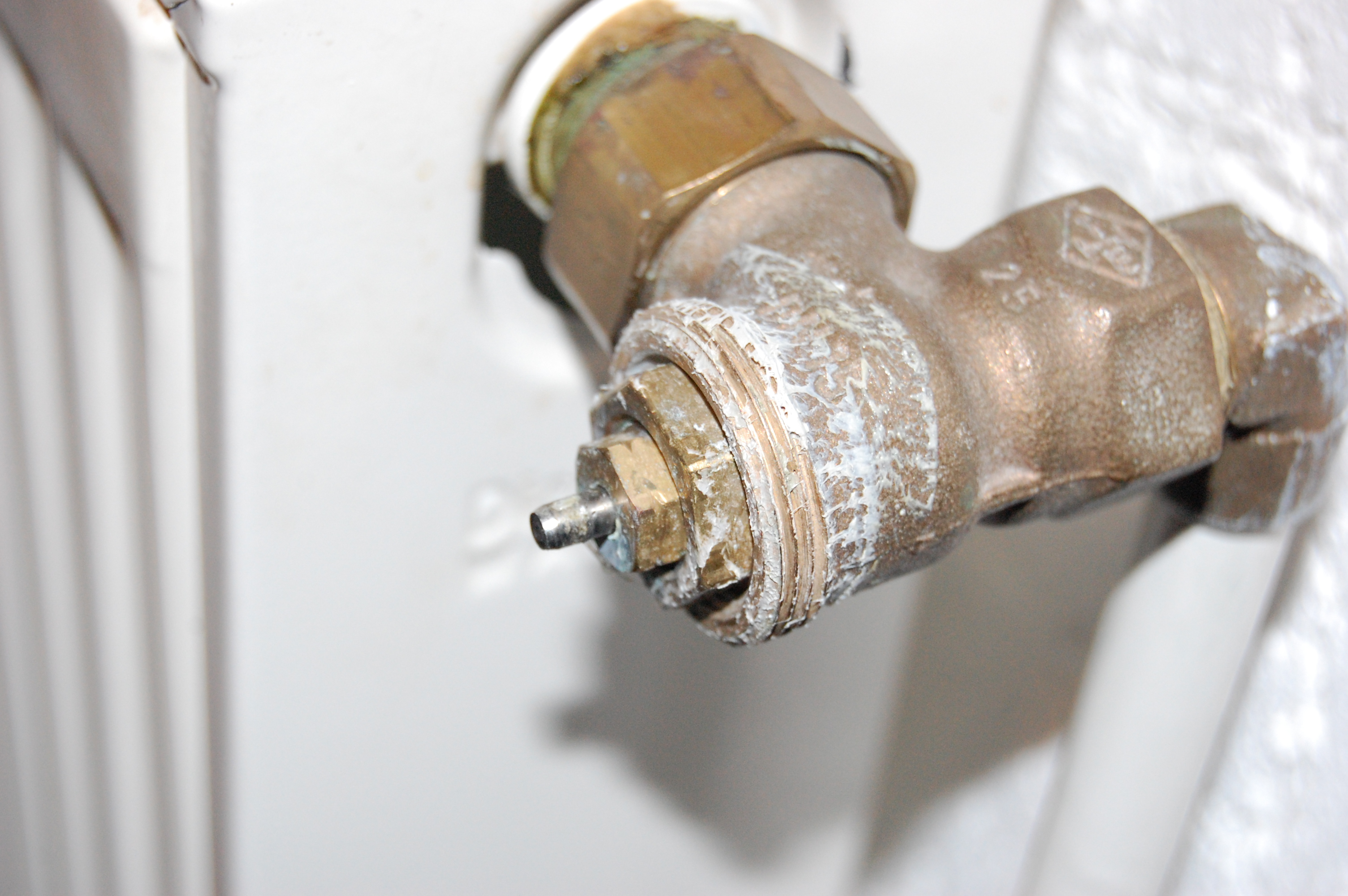
Termostatický ventil bez regulační hlavice

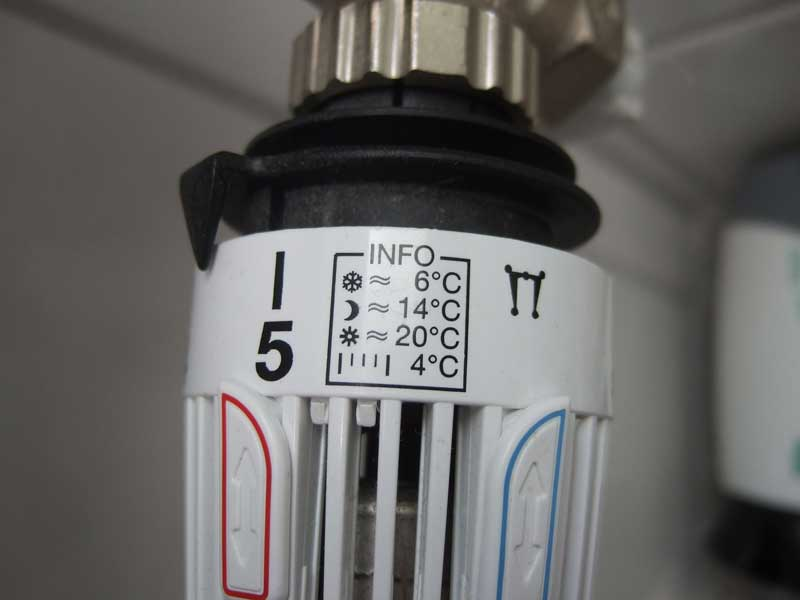
Regulační hlavice termostatického ventilu s Informacemi

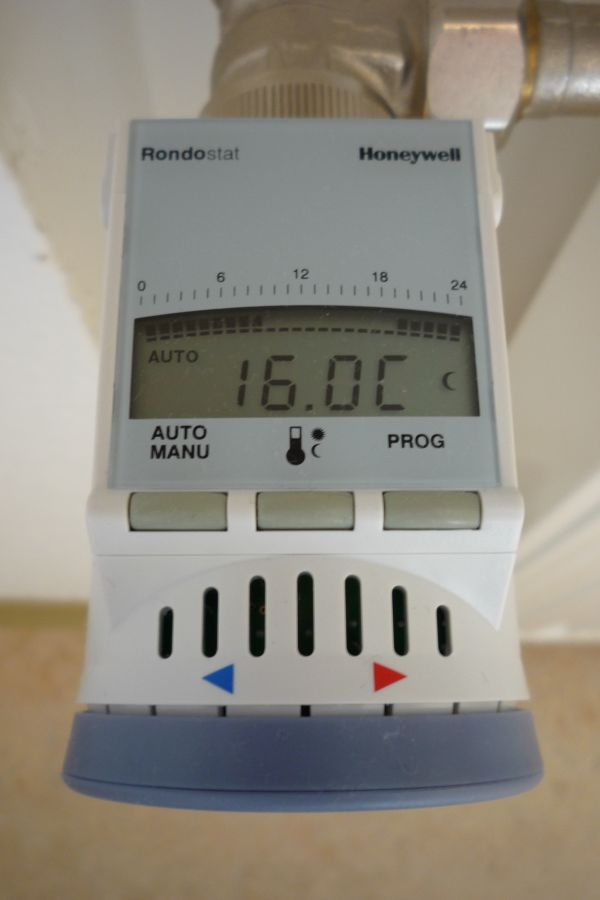
Elektronický termostatický ventil

Termostatický ventil je zařízení, které využívá fyzikálních zákonů k regulaci tepelného výkonu otopných těles (radiátorů, podlahových konvertorů atd.) v systémech vytápění.
Jedná se o speciální armaturu – ventil, v němž je poloha kuželky dána změnou objemu kapaliny (nejčastěji ethanolu) v těle ventilu. Změna objemu kapaliny je dána tepelnou roztažností vlivem změny teploty ve vytápěném prostoru, tzn. čím vyšší teplota, tím větší objem kapaliny.
Při zvyšování teploty okolního vzduchu nad požadovanou hodnotu kapalina zvětší svůj objem natolik, že zatlačí na kuželku ventilu a tím začne přivírat průtok přitékající topné vody. Vlivem menšího množství teplé vody v otopném tělese se snižuje jeho výkon a dochází tak k regulaci vnitřní teploty vzduchu.